# Ruffino Landi
Ruffino Landi (Piacenza, XIV secolo – Mantova, 15 aprile 1367) è stato un vescovo cattolico italiano.

## Biografia
Sotto la sua reggenza nell'ottobre 1354 accolse a Mantova l'imperatore Carlo IV e assieme a Francesco e a Ludovico figli di Guido Gonzaga, accompagnò di notte in gran segreto il monarca in visita alla cripta della basilica di Sant'Andrea (ottobre 1354), che conteneva il Preziosissimo Sangue di Nostro Signore Gesù Cristo e i resti di san Longino.
Nel 1362 si consumò a Mantova l'assassinio di Ugolino Gonzaga ad opera dei fratelli Francesco e Ludovico, grazie all'appoggio dei Castelbarco. I fratelli si rivolsero al vescovo che, per intercessione di papa Urbano V, ottennero pubblicamente il perdono due anni dopo.